# Квинслендский тигр
Квинслендский тигр — существо-криптид, якобы обитающее в районе австралийского штата Квинсленд на востоке страны.
На одном из местных языков австралийских аборигенов это существо называют «ярри». Он описывается как животное, похожее на представителя семейства кошачьих, размером с собаку, с полосами по телу, длинным хвостом, выступающими из пасти клыками и очень дикими и агрессивными повадками.
Среди криптозоологов существует предположение, что это существо, если оно реально, представляет собой выжившего потомка сумчатого льва или же является неизвестным науке огромным подвидом одичавшей домашней кошки (последнее связано с тем, что зубы квинслендского тигра, если верить описаниям, не похожи на зубы сумчатого льва). В 1926 году австралийский зоолог Альберт Шербурн в книге «Дикие животные Австралии» описал это якобы существующее животное как «большую полосатую сумчатую кошку»; эта информация позже также была изложена в работе 1965 года  Furred Mammals of Australia Эллиса Трутона, долгое время бывшего куратором отдела млекопитающих в Австралийском музее. Криптозоолог Бернар Эйвельманс считал, что это таинственное животное является одним из немногих криптидов, близких к официальному признанию его существования со стороны официальной зоологии.
Первые записанные сообщения о якобы имевших место встречах с квинслендским тигром относятся к 1871 году. Впоследствии о возможном происхождении существа было выдвинуто несколько гипотез, в том числе о его возможном близком родстве с сумчатым волком — последний известный представитель данного вида умер в зоопарке в 1936 году. Поскольку сумчатый волк вымер сравнительно недавно, большинство криптозоологов склонны считать более надёжной именно эту версию, хотя форма головы, полосы на теле и встречающиеся в описаниях гибкость и навыки лазанья по деревьям в большей степени роднят его с сумчатым львом, вымершим в конце плейстоценового периода; некоторые криптозоологи предполагают, что небольшая реликтовая популяция сумчатого льва всё-таки могла выжить в Австралии. Среди попыток более реалистичных объяснений есть предположение о том, что за квинслендского тигра могли принять древесного кенгуру.
Так или иначе, на сегодняшний день все аргументы в пользу реальности квинслендского тигра сводятся лишь к небольшому количеству нечётких фотографий и следов и рассказам «очевидцев» — никаких убедительных свидетельств, доказывающих возможность его существования, не обнаружено.